# Berliner Gesundheitspreis
Der Berliner Gesundheitspreis zeichnet bundesweit innovative Konzepte in der Gesundheitsversorgung aus und wird von AOK-Bundesverband und der Berliner Ärztekammer ausgelobt. Damit sollen Anreize gesetzt werden, um Probleme frühzeitig zu erkennen und die Gesundheitsversorgung für Patientinnen und Patienten besser zu gestalten. Das Preisgeld beträgt insgesamt 50.000 Euro, das auf mehrere Preisträger aufgeteilt wird. Der 1995 erstmals ausgeschriebene Wettbewerb wird seitdem alle zwei Jahre durchgeführt.

## Strukturen
Die Abgabefrist für Bewerbungen ist in der Regel der 30. November. Der Festakt der Preisverleihung findet im Folgejahr statt. Die Übergabe nimmt ein Repräsentant des Bundesministeriums für Gesundheit vor. Eine unabhängige Jury trifft die Auswahl.

## Themen-Vorgaben
- 1995/1996 Der Mensch ist unser Maß.[3]
- 1998/1999 Gesundheitsziele.[4]
- 2000/2001 Alter und Gesundheit.[5]
- 2002/2003 Fehlervermeidung in Medizin und Pflege.[6]
- 2004/2005 Hausarzt-Medizin der Zukunft.[7]
- 2006/2007 Im hohen Alter zu Hause leben. Herausforderung für die ambulante medizinische Versorgung.[8]
- 2008/2009 Adherence. Gesagt ist nicht getan. Patientenbeteiligung.[9]
- 2010/2011 Auch Helfer brauchen Hilfe. Modelle zur Entlastung pflegender Angehöriger.[10]
- 2012/2013 Wissen und Wissenstransfer in der Patientenversorgung. Know how? Wie kommt das Wissen in die Praxis?[11]
- 2014/2015 Zusammenspiel als Chance – Interprofessionelle Teams im Krankenhaus.[12]
- 2016/2017 Migration und Gesundheit – Integration gestalten.[13]
- 2018/2019 Gesundheit lässt sich lernen – Gesundheitskompetenz[14]
- 2023 Gesundheit gerecht gestalten[15]